# Стець Марина Миколаївна
Стець Марина Миколаївна (нар. 21 лютого 1973) — колишня білоруська тенісистка.
Найвищу одиночну позицію світового рейтингу — 403 місце досягла 19 червня 1995, парну — 220 місце — 18 вересня 1995 року.
Здобула 1 одиночний та 10 парних титулів туру ITF.

## Фінали ITF (11–8)

### Одиночний розряд (1–2)
| Легенда          |
| ---------------- |
| Турніри $100,000 |
| Турніри $75,000  |
| Турніри $50,000  |
| Турніри $25,000  |
| Турніри $10,000  |

| Фінали за покриттям |
| ------------------- |
| Тверде (0–0)        |
| Ґрунт (0–1)         |
| Трава (0–0)         |
| Килим (1–1)         |

| Результат | Ранг | Дата           | Турнір           | Покриття  | Суперниця        | Рахунок                 |
| --------- | ---- | -------------- | ---------------- | --------- | ---------------- | ----------------------- |
| Поразка   | 1.   | 5 вересня 1994 | Варна            | Ґрунт     | Анна Кремер      | 7–6(7–5), 6–7(4–7), 1–6 |
| Перемога  | 1.   | 13 жовтня 1997 | Шяуляй, Литва    | Килим (i) | Надія Островська | 6–3, 4–6, 6–1           |
| Поразка   | 2.   | 26 жовтня 1998 | Мінськ, Білорусь | Килим (i) | Надія Островська | 1–6, 1–6                |

### Парний розряд (10–6)
| Легенда          |
| ---------------- |
| Турніри $100,000 |
| Турніри $75,000  |
| Турніри $50,000  |
| Турніри $25,000  |
| Турніри $10,000  |

| Фінали за покриттям |
| ------------------- |
| Тверде (2–4)        |
| Ґрунт (5–0)         |
| Трава (0–0)         |
| Килим (3–2)         |

| Результат | Ранг | Дата            | Турнір           | Покриття   | Партнерка                        | Суперниці                                         | Рахунок            |
| --------- | ---- | --------------- | ---------------- | ---------- | -------------------------------- | ------------------------------------------------- | ------------------ |
| Поразка   | 1.   | 11 жовтня 1993  | Москва, Росія    | Тверде (i) | Natalia Noreiko                  | Jana Dorodnova Наталія Немчинова                  | 7–6(7–5), 2–6, 3–6 |
| Перемога  | 1.   | 3 жовтня 1994   | Київ, Україна    | Ґрунт      | Natalia Noreiko                  | Білецька Наталія Олена Татаркова                  | 2–6, 7–5, 6–3      |
| Перемога  | 2.   | 10 жовтня 1994  | Одеса, Україна   | Ґрунт (i)  | Natalia Noreiko                  | Білецька Наталія Бондаренко Наталія Володимирівна | 7–6, 4–6, 6–4      |
| Перемога  | 3.   | 17 жовтня 1994  | Москва, Росія    | Тверде (i) | Natalia Noreiko                  | Margarita Amelina Nadia Streltsova                | 6–0, 6–0           |
| Перемога  | 4.   | 31 жовтня 1994  | Юрмала, Латвія   | Тверде (i) | Natalia Noreiko                  | Лінда Янссон Анна-Карін Свенссон                  | 6–1, 7–5           |
| Перемога  | 5.   | 10 липня 1995   | Ольштин, Польща  | Ґрунт      | Наталія Немчинова                | Катажина Малець Катажина Теодорович               | 6–2, 6–2           |
| Перемога  | 6.   | 25 вересня 1995 | Київ, Україна    | Ґрунт      | Бондаренко Наталія Володимирівна | Талина Бейко Тетяна Циганій                       | 6–1, 6–4           |
| Поразка   | 2.   | 2 жовтня 1995   | Шяуляй, Литва    | Тверде     | Natalia Noreiko                  | Наталія Єгорова Марія Марфіна                     | 6–2, 3–6, 6–7(4–7) |
| Поразка   | 3.   | 9 жовтня 1995   | Юрмала, Латвія   | Тверде (i) | Natalia Noreiko                  | Білецька Наталія Бондаренко Наталія Володимирівна | 5–7, 1–6           |
| Поразка   | 4.   | 30 жовтня 1995  | Москва, Росія    | Тверде (i) | Natalia Noreiko                  | Анна Лінкова Наталія Немчинова                    | 2–6, 6–2, 3–6      |
| Перемога  | 7.   | 20 травня 1996  | Ольштин, Польща  | Ґрунт      | Наталія Немчинова                | Корнелія Ґрюнес Loretta Sheales                   | 0–6, 6–0, 7–5      |
| Перемога  | 8.   | 14 жовтня 1996  | Шяуляй, Литва    | Килим (i)  | Бондаренко Наталія Володимирівна | Катажина Теодорович Анна Бєлень-Жарська           | 6–1, 6–4           |
| Поразка   | 5.   | 21 жовтня 1996  | Юрмала, Латвія   | Килим (i)  | Бондаренко Наталія Володимирівна | Гелена Фремутова Бланка Кумбарова                 | 6–0, 6–7(1–7), 3–6 |
| Поразка   | 6.   | 20 жовтня 1997  | Юрмала, Латвія   | Килим (i)  | Бондаренко Наталія Володимирівна | Надія Островська Віра Жуковець                    | 6–3, 3–6, 4–6      |
| Перемога  | 9.   | 27 жовтня 1997  | Мінськ, Білорусь | Килим (i)  | Antonina Grib                    | Олена Крутько Хелен Лаупа                         | 6–2, 6–1           |
| Перемога  | 10.  | 25 жовтня 1999  | Мінськ, Білорусь | Килим (i)  | Тетяна Пучек                     | Яна Мацурова Габріела Хмелінова                   | 6–4, 6–2           |

## Участь у Кубку Федерації

### Парний розряд
| Розіграш     | Стадія             | Дата           | Місце                     | Супротивник                                 | Покриття | Партнерка     | Суперниці                       | W/L | Рахунок       |
| ------------ | ------------------ | -------------- | ------------------------- | ------------------------------------------- | -------- | ------------- | ------------------------------- | --- | ------------- |
| 1994 Fed Cup | E/A Zone k/o stage | 22 квітня 1994 | Бад-Вальтерсдорф, Австрія | Португалія                                  | Ґрунт    | Віра Жуковець | Жуана Педрозу Софія Празеріс    | L   | 2–6, 2–6      |
| 1995 Fed Cup | E/A Zone Group I   | 18 квітня 1995 | Мурсія, Іспанія           | Латвія                                      | Ґрунт    | Віра Жуковець | Агнесе Густмане Бушевиця Оксана | L   | 4–6, 6–3, 5–7 |
| 1995 Fed Cup | E/A Zone Group I   | 19 квітня 1995 | Мурсія, Іспанія           | Збірна Швейцарії з тенісу в Кубку Федерації | Ґрунт    | Віра Жуковець | Мартіна Хінгіс Джоана Манта     | L   | 1–6, 1–6      |
| 1995 Fed Cup | E/A Zone k/o stage | 21 квітня 1995 | Мурсія, Іспанія           | Збірна Чехії з тенісу в Кубку Федерації     | Ґрунт    | Віра Жуковець | Радка Бобкова Петра Лангрова    | L   | 0–6, 3–6      |